# 한창 (기업)
주식회사 한창(株式會社 韓昌)은 대한민국의 옛 통신장비 및 전자기기, 휴대폰 제조업체이다.

## 논란
이동우 대표이사가 개인회생 이후 무자본 인수합병(M&A)을 통해 350억원에 달하는 차익을 올렸으나 296억원에 달하는 세금 추심은 피하여 논란이 되고 있다.